# Yuzuki Itō
Yuzuki Itō (jap. 伊藤 優津樹 Itō Yuzuki; ur. 7 kwietnia 1974) – japoński piłkarz występujący na pozycji pomocnika.

## Kariera klubowa
Od 1993 do 2004 roku występował w klubach Shimizu S-Pulse, Kawasaki Frontale i Consadole Sapporo.